# Teng (Kaiserin)
Kaiserin Teng (chinesisch 滕皇后, Geburtsname unbekannt) war eine Kaiserin der Wu-Dynastie zur Zeit der Drei Reiche. Sie war die Gemahlin des letzten Wu-Kaisers Sun Hao.

## Familiärer Hintergrund und Heirat mit Sun Hao
Ihr Vater Teng Mu (滕牧) war ein entfernter Verwandter des einstigen Wu-Premierministers Teng Yin (滕胤), der beim versuchten Umsturz des Kaisers Sun Liang gegen den Regenten Sun Lin getötet wurde. Sun Lin zwang Teng Mu, mit seiner Familie in die Verbannung an der Grenze des Reiches zu begeben. Nachdem der Kaiser Sun Xiu Sun Lin 258 getötet hatte, erklärte er eine Generalamnestie. Teng Mu konnte mit seiner Familie in die Hauptstadt zurückkehren und wurde ein mittlerer Beamter. Frau Teng wurde dann mit Sun Hao verheiratet, dem Marquis von Wucheng und Sohn des vormaligen Kronprinzen Sun He. Als Sun Xiu 264 starb, ernannten die mächtigen Beamten Puyang Xing (濮陽興) und Zhang Bu (張布) Sun Hao zum Kaiser, und die Marquise Teng wurde zur Kaiserin erhoben.

## Letzte Kaiserin von Wu
Sun Hao war grausam, argwöhnisch und ein unfähiger Herrscher. Er schüchterte die Beamten ein, so dass sie sich bald nicht mehr getrauten, ihn zu beraten. Weil Teng Mu dem Kaiser nahestand, ließen sie ihn heikle Vorschläge vor den Kaiser bringen, bis Sun Hao es leid war und auch das Interesse an der Kaiserin Teng verlor. 266 erhielt Teng Mu vom Kaiser urplötzlich den Befehl, sich nach Cangwu (蒼梧, im heutigen Wuzhou, Guangxi) zu begeben, und obgleich er seine Posten und Titel behielt, handelte es sich doch um eine Verbannung. Er starb auf dem Weg nach Cangwu. Sun Hao dachte daran, die Kaiserin Teng abzusetzen, aber sein Argwohn arbeitete zu Gunsten der Kaiserin: Seine vertrauten Zauberer am Hof warnten ihn, dass ein Wechsel der Herrin des Palastes zur Katastrophe führen würde. Sun Haos Mutter, die Kaiserinmutter He, setzte sich ebenfalls für die Kaiserin ein. Fortan blieb die Kaiserin bei der Kaiserinmutter und vermied es, ihrem Gemahl unter die Augen zu kommen. Viele kaiserliche Konkubinen durften das Kaiserliche Siegel tragen, erwiesen der Kaiserin jedoch immer noch Ehre.
Wenig ist sonst über Kaiserin Teng bekannt. Als Wu von seinem Rivalen Jin 280 erobert wurde, begleitete sie ihren Gemahl nach Luoyang. Sun Hao erhielt den Titel Marquis von Guiming, und Frau Teng wurde Marquise. Ihr Todesdatum ist unbekannt.
| Vorgänger | Amt                                   | Nachfolger                |
| --------- | ------------------------------------- | ------------------------- |
| Zhu       | Kaiserin der Wu-Dynastie 264–280      | keine (Dynastie zerstört) |
| Zhu       | Kaiserin von China (Südosten) 264–280 | Yang Zhi von Jin          |

| Personendaten    | Personendaten            |
| ---------------- | ------------------------ |
| NAME             | Teng                     |
| ALTERNATIVNAMEN  | 滕皇后                   |
| KURZBESCHREIBUNG | Kaiserin der Wu-Dynastie |
| GEBURTSDATUM     | 3. Jahrhundert           |
| GEBURTSORT       | Kaiserreich China        |
| STERBEDATUM      | 3. Jahrhundert           |
| STERBEORT        | Kaiserreich China        |